# Mirror Traffic
Mirror Traffic es el quinto álbum de estudio de Stephen Malkmus and the Jicks, lanzado el 23 de agosto de 2011 por Matador Records. Es la primera colaboración entre Stephen Malkmus y el productor Beck, así como también es el último álbum donde aparece la baterista Janet Weiss, quien se convertiría en parte de Wild Flag. Para noviembre de 2013, el álbum vendió más de 30,000 copias en Estados Unidos, según Nielsen SoundScan.

## Respuesta de la crítica
Mirror Traffic ha recibido reseñas positivas de parte de la crítica. Spin lo llamó "un álbum paciente, acogedor que se siente como un nuevo comienzo de un tipo cuya carrera discográfica abarca múltiples ciclos de auge y caiga, tanto para el rock indie y la economía."

## Lista de canciones
Todas las canciones fueron escritas por Stephen Malkmus.

Todas las canciones escritas y compuestas por Stephen Malkmus. 
| N.º | Título                    | Duración |  |
| 1.  | «Tigers»                  | 2:24     |  |
| 2.  | «No One Is (As I Are Be)» | 3:58     |  |
| 3.  | «Senator»                 | 4:25     |  |
| 4.  | «Brain Gallop»            | 5:02     |  |
| 5.  | «Jumblegloss»             | 1:13     |  |
| 6.  | «Asking Price»            | 2:41     |  |
| 7.  | «Stick Figures in Love»   | 3:45     |  |
| 8.  | «Spazz»                   | 2:38     |  |
| 9.  | «Long Hard Book»          | 2:48     |  |
| 10. | «Share the Red»           | 5:19     |  |
| 11. | «Tune Grief»              | 2:19     |  |
| 12. | «Forever 28»              | 3:35     |  |
| 13. | «All Over Gently»         | 3:10     |  |
| 14. | «Fall Away»               | 2:18     |  |
| 15. | «Gorgeous Georgie»        | 5:00     |  |